# 慣習法
慣習法（かんしゅうほう）とは、社会の成員の間に存在する一定の慣行のうち、その慣行が成員によって法的拘束力があるものと意識されているもの（法的確信を伴うもの）をいう。法源の一種。
不文法（不文律）の一種であり、成文法と対比される。成文法化が進んだ今日の近代国家においても、商法・国際法等の分野を中心に、成文法の不備を補完する役割を果たしている。

## 概説
古代から中世にかけて慣習法は法源の中心であった。当時の成文法典の多くは慣習法を確認する役割しかなかった。
しかし、18世紀末から19世紀になるとヨーロッパでは自然法と啓蒙思想のもと法典編纂がなされ、これらの法典は制定法に反する慣習を否定したり制限したりした。法典編纂によって封建的な慣習法を一掃することにより社会の近代化を進めるという積極的な意味を持っていた。その結果、法といえば先ず国家が制定する法律が考えられるようになり、慣習法はせいぜい二次的な意義を有するだけのものと捉えられるようになった。
それでも慣習法の中にはなお存在意義を有するものも多く、経済社会は日々新たな慣習を生みだしていることから、慣習法の意義を軽視してはならないと考えられている。

### 法源としての地位
現代の法においても取引関連の法律に慣習法の影響がとりわけ色濃く残っているとされる。特に商法は歴史的には中世ヨーロッパの商人ギルドの慣習法から発達したものであると言える。商法の対象領域は時代の進展による変化も大きく、制定法が実情にそぐわなくなる場合も多いため、商法は常に商慣習に対し重要な役割を認めている（日本法では商法1条2項など）。
家族法では習俗の影響が強く慣習法が活躍する余地も多いが、古い慣習には維持することが妥当でないものもあり家族生活の近代化を図るという要請もあることから慣習法の意義は微妙なものとなっている。
刑法では人権保障の名目の元、常に罪刑法定主義を前提とし、慣習法の影響が疎いとされる一方で、判例法主義のように慣習的不文律の存在を重視すべきとする声も存在する。

### 法の解釈の基準
慣習法には法源としての地位のほかに制定法の解釈に基準を与えるという役割がある。
契約当事者間で履行についての細かい取り決めをしていなかったところ、その点について紛争が起きたとき、裁判所は慣習の存在を調べてその慣習に当事者は従ったものとして結論を下すことが多い。

## 慣習法と判例法の関係
社会に存する慣習のうち慣習法として認められるものとそうでないものの区別は困難である。論理的にはあらかじめ社会に存在する慣習法について、裁判所がそれを認めて適用するという形がとられる。しかし、実際には慣習法の効力は裁判所によって承認されるまでは不安定なものである。また、慣習法が存在する場合にも、その内容には不明確な点があるときも多く、法の立場からは望ましくない場合もあるため、裁判所が適切な規制を加えながら合理的な慣習法に形成される例が多い。
なお、英米法では判例の法源性について積極的に認める。大陸法の諸国でも判例の法源性を認める根拠として、同一の判例が繰り返されることによって慣習法が成立するからだという有力な見解がある。この見解に対しては慣習法の法源性を認める以上は当然の結果であり特に判例の法源性を認めたことにはならないという指摘もある。

## 日本法における慣習法

### 一般原則
日本では、法の適用に関する通則法3条が慣習法の法的地位に関する一般原則を定めている。これによると、公の秩序又は善良の風俗（公序良俗）に反しない慣習については、法令の規定により認められたもの及び法令に規定のない事項につき、成文による法令（形式的意義における法律）と同一の効力（法源たる慣習法としての効力）が認められることになる。強行法規は、公の秩序を定める法律であるから、これに反する慣習は認められない。
法令による規定のない事項について慣習に効力を認めるものであることから、法令と慣習法との間に矛盾がある場合は、一般原則として、法令の規定が優先する。

### 民法における慣習法
上記の通則法3条とは別に、民法92条にも慣習の効力に関する定めがある。これによると、任意法規（当事者が異なる特約を設定することが認められる規定をいう。）と異なる慣習がある場合において、法律行為の当事者が、この慣習による意思を有するものと認められる場合は、慣習による意思の方が優先して適用される。法令と慣習の優先関係について通則法3条とは異なる規定となっていることから、通則法3条と民法92条との関係が問題となる。
この点については、通則法施行前の法例2条（通則法3条に相当）と民法92条との関係につき、法例2条に規定する慣習は慣習法であるのに対し、民法92条に規定する慣習は慣習法ではなく法規範性のない事実たる慣習と解するのが伝統的な考え方であった。
しかし、この論によれば、慣習法の効力が法例により任意法規に劣るにもかかわらず、法規範性が認められない事実たる慣習は、民法により任意法規に優先する効力が認められる点が矛盾との指摘がある。そのため、法例の規定と民法の規定との関係について議論が生じた。また、法例にいう慣習と民法にいう慣習を区別するのは妥当ではないとする見解も強い。
このため、法例2条と民法92条との関係につき、(a) 法例2条は制定法一般に対する慣習の地位に関する規定であるのに対し、民法92条は私的自治の原則（「契約自由の原則」とも言う。）が認められる分野に関する慣習の地位に関する規定であり、法例の規定の特則であるとする見解（「特別法は一般法に優先する」という法原則が働く）、(b) 法例2条にいう「法令ノ規定ニ依リテ認メタルモノ」の一つが民法92条であり、法律行為の解釈については、当事者が反対しない限り慣習が優先するとする見解などが主張された。
通則法は法例を全面改正して成立したが、民法92条との関係に関する解釈問題に変更を加えるものではないとされている。

### 商法における慣習法
商法の分野では、商事制定法を最優先するが、商法に規定がない場合は商慣習法や商慣習を適用し、商慣習法や商慣習がないときは民法を適用することになる。
民法との関係について商法1条2項は「商事に関し、この法律に定めがない事項については商慣習に従い、商慣習がないときは、民法 （明治二十九年法律第八十九号）の定めるところによる。」とする（条文上は、会社法制定前は「商慣習法」となっていた。会社法制定に伴う改正により「商慣習」と改められている）。商法の適用では商慣習法のみならずそれに至らない商慣習についても民法との関係では優先適用される。企業をめぐる経済主体間での利益調整においては商慣習法や商慣習を適用するほうが合理的であるという理由による。
商事制定法との関係については制定法優位主義の原則から商事制定法が商慣習法に優先して適用される。ただし、商法中の任意法規に対する商慣習法の優先的効力を認める見解もあるほか、明確かつ合理的な商慣習法が存在しそれが実際上適切である場合は、商法中の強行法規に対しても商慣習法を優先するとする見解もある。

## 国際法における慣習法
国際法においては、慣習国際法は条約と並ぶ重要な法源の一つであり、実際、長い間不文法として法規範性を有していた。なお、国際司法裁判所規程38条1項bによると、国際法の法源として「法として認められた一般慣行の証拠としての国際慣習」(international custom, as evidence of a general practice accepted as law) を準則として適用するとされている。
慣習国際法が成立する要件としては、同様の実行が反復継続されることにより一般性を有するに至ること（一般慣行, consuetudo）と、国家その他の国際法の主体が当該実行を国際法上適合するものと認識し確信して行うこと（法的確信, opinio juris sive necessitatis）の二つが必要であると考えるのが一般的である。
もっとも、前者の要件については、いかなる範囲の国家によって、どの程度実行されていれば要件を満たすのかにつき問題となることが多く、後者の要件についても、関係機関の内面的な過程を探求することはほとんど不可能であるため、外面的な一般慣行から推論せざるを得ないことが多い。